# Malik Hamadache

a Compétitions nationales et continentales officielles uniquement.

b Matchs officiels uniquement.
Dernière mise à jour le 21 juillet 2025.
Malik Hamadache, né le 17 octobre 1988 à Avignon, est un joueur international algérien de rugby à XV qui évolue au poste de pilier droit.
Après sa carrière de joueur, il est notamment président de Provale, le Syndicat national des joueurs de rugby, depuis mai 2024.

## Carrière

### Formation
Malik Hamadache naît à Avignon dans une famille où la pratique du rugby à XV est une tradition. Son père, Boualem, a joué au poste de pilier dans le club local de Sorgues, le Rugby Club sorguais, et son frère aîné, Laïd, joue à Monteux en Fédérale 2.
Il fait également ses classes au Rugby Club sorguais comme son père, puis dans le centre de formation du CS Bourgoin-Jallieu et fait ses débuts en Fédérale 2 à 18 ans.
Le 25 août 2007, il fait partie de l'effectif de l'équipe d'Algérie qui dispute son premier match amical contre une équipe professionnelle, le SU Agen.

### En club
En 2008, il part pour Marseille où il s'engage avec le Stade phocéen pour jouer en Fédérale 1. Il y reste deux saisons et fait donc partie de la même équipe que Jonah Lomu.
En 2009, il retrouve la sélection algérienne pour jouer un match contre les espoirs du Stade français, rencontre remportée par une courte victoire 19 à 17.
Puis, en 2010, il signe avec le RC Cergy-Pontoise, toujours pour jouer en Fédérale 1. À la fin de la saison 2010-2011 le RCACP étant relégué, il rejoint le Stade dijonnais pour la saison 2011-2012.
En provenance du RAC angérien (fédérale 1) où il a joué la saison 2012-2013, il rejoint la Pro D2 en 2013 avec le SC Albi, jouant son premier match professionnel en septembre 2013 face au SU Agen.
En mai 2016, il est courtisé par la Section paloise et le Montpellier Hérault rugby. Il décide de s'engager pour deux saisons avec le club béarnais. En octobre 2017, il prolonge son contrat avec la section paloise pour trois saisons supplémentaires, jusqu'en 2021.
En novembre 2020, il donne son accord pour rejoindre Montpellier à partir de la saison 2021-2022 avec un contrat de 2 saisons, dont une en option. Il ne sera pas conservé par le club héraultais à l'issue de la saison 2021-2022. Malgré le fait qu'il ne dispute qu'un seul match de championnat, il fait partie du groupe qui remporte le Top 14.
Depuis le 7 janvier 2019, il est membre du comité directeur et trésorier-adjoint de Provale, le syndicat national des joueurs de rugby professionnels. En février 2022, il est nommé vice-président du syndicat. En 2024, il se présente à la présidence du syndicat et est élu après l'invalidation de la liste opposée menée par Clément Maynadier.
En 2022, il rejoint le SU Agen en Pro D2. Il joue deux saisons avec cette équipe, avant d'être contraint de prendre sa retraite de joueur en 2024, suite à une commotion cérébrale,.

### En équipe nationale
Il a honoré sa première cape internationale en équipe d'Algérie, le 26 octobre 2010 contre l'équipe de Libye, lors du CAR Development Trophy 2010 au Caire, en Égypte.
En juin 2017, il est sélectionné pour jouer avec les Barbarians français qui affrontent l'équipe d'Afrique du Sud A les 16 et 23 juin en Afrique du Sud. Il est titulaire lors du premier match, puis remplaçant pour le second, et les Baa-baas s'inclinent 36 à 28 à Durban, puis 48 à 28 à Soweto.
Il est sélectionné en équipe de France pour jouer le 14 novembre 2017 contre les All Blacks au Groupama Stadium. Ce match qui se déroule sans les principaux joueurs de l'équipe de France ne compte pas comme une sélection officielle.
Contrairement à ce qu'affirme une polémique surgie à la suite de ce match à propos de Cedate Gomes Sa et de Malik Hamadache, ce dernier est bien sélectionnable avec l'équipe de France. En effet, ses sélections en équipe d'Algérie ne sont pas considérées comme des sélections internationales par World Rugby, car l'équipe d'Algérie n'était pas reconnue par l'organisme international à l'époque des matchs joués par Hamadache. Ainsi, si d'avenir Malik Hamadache venait à être sélectionné pour l'équipe première du XV de France, il ferait partie des très rares cas de joueurs sélectionnés dans plusieurs sélections nationales.
À l'orée de la saison 2018-2019, il est intégré à la liste XV de France de 40 joueurs et participe au premier stage de développement du 5 au 12 juillet 2018 au CNR de Marcoussis,.
En novembre 2018, il est sélectionné avec les Barbarians français pour affronter les Tonga au stade Chaban-Delmas de Bordeaux. Remplaçant, il entre à la place de Antoine Guillamon à la 45e minute. Les Baa-Baas s'inclinent 38 à 49 face aux tongiens,

## Statistiques en équipe nationale
- International algérien : 3 sélections depuis 2010.
- Sélections par année : 2 en 2010, 1 en 2012.